# Kim Chantou
Pour les articles homonymes, voir Kim.
Dans ce nom, le nom de famille, Kim, précède le nom personnel.
Kim Chantou, né le 19 mars 2000, est un coureur cycliste cambodgien.

## Biographie
En 2018, Kim Chantou termine cinquième du championnat d'Asie sur route juniors (moins de 19 ans). L'année suivante, il est sacré champion national du Cambodge.

## Palmarès
- 2019
  -  Champion du Cambodge sur route